# モノポリー世界選手権
モノポリー世界選手権（モノポリーせかいせんしゅけん、英 : Monopoly World  Championship）とはハズブロが主催するモノポリーの世界選手権大会である。

## 歴史
1973年に第1回大会がアメリカで開催され、1975年の第3回大会からアメリカと欧州以外の国が参加している。第8回大会から第12回大会までは4年おきに開催されていたが、第13回大会は前回大会から5年後、第14回大会は前回大会から6年後となっている。

## 概要
各国の代表決定戦で決定した代表らとディフェンディングチャンピオンによって競われる。大会では英語が公用語として用いられ非英語圏の代表には通訳がつく。2015年の大会では各テーブル4人による予選(制限時間60分)を3ゲーム行い、獲得ポイント上位16名が準決勝に進出。準決勝(制限時間75分)の勝者4名が決勝(制限時間2時間)に進出。

## 優勝賞金・賞品
第4回から優勝者に賞金や賞品が贈られるようになり、第7回からはモノポリーのセットの中にある紙幣の総額と同じ額の現金1万5140ドルとなった。第13回からは前年に発売されたセットの紙幣の総額が2万580ドルに増えたため、賞金も併せて増額された。
- 第1回～第3回 ダロウカップ
- 第4回 5000ドル・優勝者の名前入りの銀のプレート
- 第5回 5000ドル相当の世界旅行(2人)・優勝者の名前入りの銀のプレート・金メダル
- 第6回 1万ドル相当の買い物
- 第7回 1万5140ドル・モノポリーゴールデンアニバーサリーバージョン
- 第8回 1万5140ドル・パソコン
- 第9回 1万5140ドル・金メダル
- 第10回 1万5140ドル・優勝者の名前入りの銀のトロフィー
- 第11回・第12回 1万5140ドル
- 第13回～ 2万580ドル

## 優勝者一覧
| 回 | 年   | 開催地                      | 優勝者                         | 優勝者出身地   | 備考                                                                         |
| -- | ---- | --------------------------- | ------------------------------ | -------------- | ---------------------------------------------------------------------------- |
| 1  | 1973 | リバティ （ニューヨーク州） | Lee Bayrd                      | アメリカ       | アメリカの各地域のチャンピオン3人とイギリス代表1人が参加                     |
| 2  | 1974 | ニューヨーク                | Alvin Aldridge                 | アメリカ       | アメリカの各地域のチャンピオンと欧州チャンピオンらが参加                     |
| 3  | 1975 | ワシントンD.C.              | John Mair                      | アイルランド   | 今大会からアメリカと欧州以外の国が初めて参加                                 |
| 4  | 1977 | モンテカルロ                | Cheng Seng Kwa                 | シンガポール   |                                                                              |
| 5  | 1980 | バミューダ諸島              | Cesare Bernabei                | イタリア       |                                                                              |
| 6  | 1983 | パームビーチ                | Greg Jacobs                    | オーストラリア | エポック社が希望者の中から抽選で日本代表を選出                               |
| 7  | 1985 | アトランティックシティ      | Jason Bunn                     | イギリス       | 今大会から日本代表が正式参加                                                 |
| 8  | 1988 | ロンドン                    | 百田郁夫                       | 日本           | 日本人初の世界チャンピオン                                                   |
| 9  | 1992 | ベルリン                    | Joost van Orten                | オランダ       | 前回優勝の百田が決勝に進出し準優勝、 日本代表として参加した糸井重里が8位入賞 |
| 10 | 1996 | モンテカルロ                | Christopher Woo(吳漢源/畢華流) | 香港           |                                                                              |
| 11 | 2000 | トロント                    | 岡田豊                         | 日本           | 日本人二人目の世界チャンピオン                                               |
| 12 | 2004 | 東京                        | Antonio Zafra Fernández        | スペイン       |                                                                              |
| 13 | 2009 | ラスベガス                  | Bjørn Halvard Knappskog        | ノルウェー     | スピードダイス(後述)導入                                                     |
| 14 | 2015 | マカオ                      | Nicolò Falcone                 | イタリア       | スピードダイス使用 日本代表が決勝に進出し4位入賞                             |

## スピードダイス

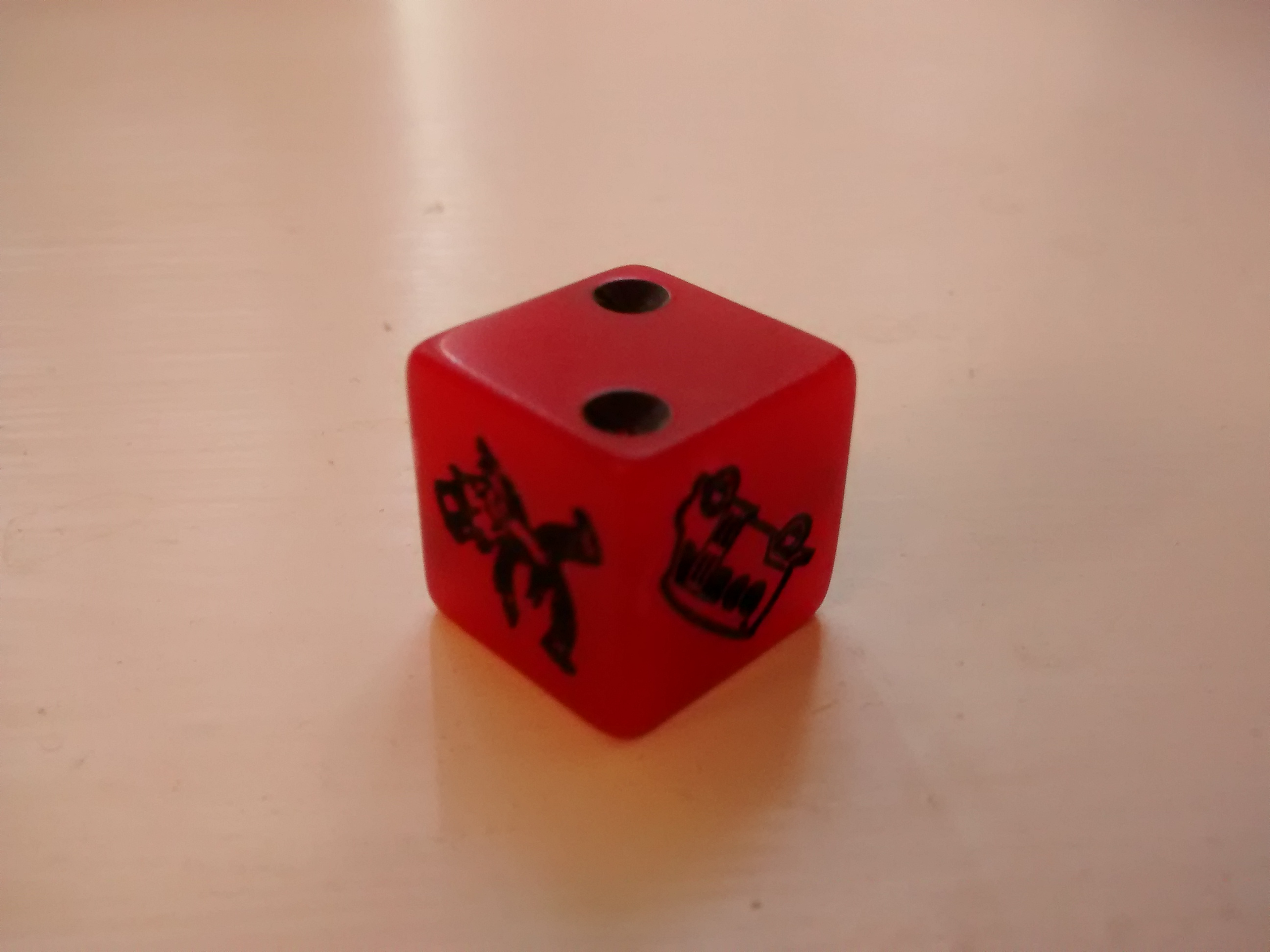
スピードダイス(バスの裏は3、2の裏は1、ミスターモノポリーの裏は同じくミスターモノポリー)

スピードダイスは2008年からアメリカで発売されたモノポリーに導入された時間短縮用のオプションルールで、通常のサイコロとは別に3個目の「スピードダイス」と呼ばれる赤いサイコロを使う。スピードダイスには「1」「2」「3」の目に加え、「ミスターモノポリー」の絵柄が2面、「バス」の絵柄が1面ある。配置は1の裏が2、1の右隣に3がありその裏がバス、残りの2面がミスターモノポリーである。
1. 1周目はサイコロ2つを振るが、2周目(GOマスに到達した次の番)からサイコロ2つに加え、スピードダイス1個も同時に振らなければならない。
2. 「ミスターモノポリー」が出た場合はまず残り2つのサイコロの出目の数で移動し、なおかつまだ購入されていないマスで最も近いところに進み、購入か競売を選ぶ。ただし、全てのマスが売り切れている場合、現在自分の駒のあるマスから最も近い他のプレーヤーのレンタル料を支払うマスに進み、レンタル料を支払う。(全て抵当の場合は移動しない)
3. 「バス」が出た場合は2つのサイコロの出目のうち、サイコロ2つの合計の数以外に片方のみの出目を選ぶこともできる。例えば、「1」「2」と「バス」が出ると、「1＋2＝3」以外に「1」または「2」をプレーヤーが選ぶことができる。
4. サイコロ2個とスピードダイス1個の全てが同じ数字の場合(例：「1」「1」と「1」)は、ボード上の任意の場所に進める。(例：「刑務所へ行け」のマスに進み、刑務所に入る)
5. サイコロ2個とスピードダイス1個の全ての出目が数字であるが、全てが同じものでない場合、3個の合計の数で移動する。(例:「5」「6」と「3」だと14マス進む)

- 刑務所にいて刑務所から出ない宣言をした場合はスピードダイスを使用せずサイコロ2個のみを使用する。
- サイコロ2個が同じ数字の場合はゾロ目となり(このときスピードダイスの出目および効果は含まない)、移動後にもう1度サイコロを振れるが、サイコロ2個のうち1個とスピードダイス1個が同じ数(例：「1」「6」と「1」)またはサイコロ2個とスピードダイス1個の全てが同じ数字(例：「1」「1」と「1」)の場合はゾロ目とならない。
- チャンスカードの「次の水道会社か電力会社に進む」を引いて所有者がいた場合はサイコロ2個とスピードダイス1個を振ってレンタル料を決める。(なお、バスとミスターモノポリーは0の出目として扱われる)

なお、スピードダイスはこれまで日本で発売されているモノポリーには入っておらず、日本選手権でも使われていない。